# Servio Sulpicio Rufo
Servio Sulpicio Rufo (in latino Servius Sulpicius Rufus; 105 a.C. circa – 43 a.C.) è stato un oratore e giureconsulto romano, amico di Cicerone, con cui fu in corrispondenza, e di Trebazio. Rivestì anche la carica di console repubblicano nel 51 a.C..

## Fonti e Storiografia
Le principali fonti della vita di Servio Sulpicio Rufo sono rappresentate dagli scritti di Marco Tullio Cicerone (Epistole ai familiari, Epistole ad Attico, Filippiche e pro Murena), Quintiliano (Institutio Oratoria), Aulo Gellio (Notti Attiche) e Appiano (Storia Romana).

## Biografia

### Origini e Giovinezza
Servio Sulpicio Rufo apparteneva alla classe dei patrizi, anche se suo padre faceva parte alla classe degli ‘equites’. A causa della scarsità di fonti non è possibile sapere con certezza l'anno di nascita; ma essendo coetaneo di Cicerone e legato a quest'ultimo da una forte amicizia e da una carriera politica simile, si colloca presumibilmente la sua nascita nell'anno 105 a.C.
Subito dopo le lotte delle genti italiche, nel 90 a.C., Servio Sulpicio, come lo stesso Cicerone, cominciò a lavorare al Foro come avvocato. Verso la fine del 79 a.C., Sulpicio lasciò Roma insieme al suo amico per recarsi ad Atene e a Rodi. Fu un viaggio molto lungo, grazie al quale l'oratore apprese notevoli conoscenze in ambito filosofico e retorico, specializzandosi in dialettica., studiò insieme a Cicerone e Apollonio Molone di Rodi. Sapendo che non avrebbe mai potuto rivaleggiare con il suo maestro Cicerone e gli altri oratori del I secolo a.C. lasciò la Retorica per dedicarsi al diritto e alla politica..Pertanto divenne uno dei più influenti giureconsulti della sua epoca, definito da Cicerone “sapiente ” fra i giuristi e da Gellio il più “dotto della sua epoca”.

### Carriera Politica
S. Sulpicio Rufo dopo la dittatura di Silla nel 78 a.C. fece ritorno a Roma. Nel 76 a.C. si candidò per la questura per l'anno successivo e fu eletto.. La vittoria fu schiacciante e gli fu assegnata, la Provincia di Ostia. Sbocco commerciale di rilievo, poiché situata alla foce del Tevere, la città di Ostia non era certamente una terra di facile gestione. Questa magistratura, a causa dei problemi riscontrati, non lo condusse al successo sperato..
Nel 66 a.C. Servio Sulpicio si candidò alla pretura per l'anno seguente e fu ancora una volta eletto, ma ottenne la presidenza di una commissione permanente di peculato e non, come da consuetudine, la pretura urbana, assegnata invece a Lucio Licinio Murena, e questo ruolo gli causò una serie di inimicizie per i provvedimenti che lui autorizzò.
Propostogli il ruolo di propretore, essendo un suo diritto in virtù della Lex Cornelia de povinciis ordinandis, che prevedeva l'assegnazione di province ad ex consoli e pretori dopo aver terminato il proprio magistero, Sulpicio Rufo rifiutò preferendo rimanere a Roma. 
Nel 63 a.C. si candidò come console, ma fu sconfitto da Lucio Licinio Murena, che successivamente accusò di corruzione. Infatti la campagna elettorale si rivelò particolarmente competitiva tra i quattro candidati: Decimo Giunio Silano, Lucio Licinio Murena, Lucio Sergio Catilina e Servio Sulpicio Rufo.
Sulpicio intuì fin da subito la possibilità di una perdita perché troppo fermo a seguire la morale, dimenticando di essere anche lui un candidato. La corruzione e le elargizioni da parte degli altri avversari spinsero Sulpicio a ricercare prove consistenti; con Catone diede avvio al processo contro il futuro console Murena eletto insieme a Silano per l'anno 62 a.C. Anche se Sulpicio Rufo fece richiesta al suo amico Cicerone di collaborare al processo, egli decise di intervenire, ma a favore di Murena. S. Sulpicio Rufo perse la causa. 
Dopo questi eventi non vi sono grandi informazioni. Sicuramente dovette partecipare a diverse iniziative politiche nel periodo di grande instabilità della tarda repubblica.
Nel 52 si candidò per le elezioni del consolato assieme a lui presentavano la loro candidatura Marco Claudio Marcello e Catone. Nel 52 a.C. trionfò nelle elezioni con C. Marcello per il consolato del 51 a.C.
L'anno del consolato fu ricco di difficoltà a causa del comando proconsolare di Cesare ormai in scadenza. In più fu un consolato tormentato per i contrasti che interessarono i due consoli.
Mentre gli eventi degeneravano nel 49 a.C., essendo Cesare prossimo a Roma, Pompeo in fuga insieme a molti rappresentanti politici tra cui Cicerone, e anche Sulpicio Rufo decise di abbandonare la città. Egli si inserì nella contesa tra Cesare e Pompeo, seguendo la via diplomatica: mandò suo figlio stesso a Brindisi direttamente da Cesare, ma ogni tentativo fu vano. Si hanno notizie di un incontro tra Cicerone e Sulpicio a Cuma il 7 maggio del 49. a.C.. I due avevano un urgente bisogno di vedersi (parlarono dello stato della città e di una possibile ascesa di Cesare). In questa sede Cicerone lo esortò a lasciare l'Urbe.
Durante la Seconda Guerra Civile della Roma repubblicana, dopo molte esitazioni, Sulpicio Rufo unì il suo destino a quello di Giulio Cesare. A inizio dell'anno 46 a.C. ricevette da Cesare stesso il governo della provincia d’Acaia, che lo nominò proconsole,, per la prima volta autonoma dalla Macedonia. Nella Provincia d'Acaia risiedevano molti pompeiani che dopo la morte di Pompeo, non si erano sottomessi a Cesare. La scelta di mettere Sulpicio a capo di tale provincia derivava dalla necessità di avere una persona sicura che non fosse mal vista dai seguaci di Pompeo. Sulpicio rimase ad Atene fino alla fine del 45 a.C..

### Gli ultimi anni
Nel 44 a.C., dopo la morte di Cesare, S. Sulpicio Rufo proclamò un senatoconsulto, con il quale proponeva l'abolizione della dittatura; vi era il pericolo che i discendenti di Cesare potessero salire al potere. Dopo di ciò si presume un allontanamento da Roma, con un successivo ritorno con il suo segretario per una possibile mediazione.
Ormai, essendo vicina la guerra civile, Sulpicio Rufo, tentò come suo solito la via diplomatica con un'ambasciata ad Antonio. Infatti il senato incaricò tre senatori consolari tra cui lo stesso S. Sulpicio Rufo, anche Lucio Calpurnio Pisone e Lucio Marcio Filippo.
Servio Sulpicio Rufo a causa della sua cattiva salute pensò di rifiutare l'incarico, ma esortato da tutti accettò infine questo compito.
Molto probabilmente non riuscì neanche a parlare con Antonio perché alle porte di Modena morì anche se le fonti sono discordanti, intorno alla metà di gennaio dell'anno 43 a.C.
Quando la notizia della morte di Sulpicio arrivò a Roma sconvolse tutti, tanto da discutere di questo evento in senato. Gli fu celebrato un funerale pubblico, ed eretta una statua in sua memoria presso i Rostri, i muri della tribuna degli oratori nel Foro Romano e Cicerone elogiò nella IX Filippica, con parole di alta eloquenza, le doti e la morale di questa figura della tarda repubblica.

## Giurista e letterato

### Oratoria e giurisprudenza
Come indicano Cicerone e Quintiliano nei loro testi l'attività oratoria di Sulpicio era di altissimo valore. Quintiliano parla di tre discorsi (oratio) di Sulpicio Rufo, come ancora in uso consueto per gli studenti di Retorica, a 150 anni dalla sua morte. Alcuni di questi furono il discorso ‘contra Murena’ e il discorso  ‘pro o contra Aufidium’ (una causa sull'eredità), dei quali nulla è rimasto oggi, se non pochi frammenti.
Si attribuiscono a lui centottanta libri giuridici, tra risposte, pensieri e sentenze di Servio Sulpicio da i quali si può evincere tutta la dottrina e le sue capacità giuridiche, ma sono noti solo i titoli di quattro, come le Critiche a Quinto Muzio Scevola (Lat: Reprehensa Scaevolae Capita o Notata Mucii). Non si conosce da quale brano sia tratto direttamente, vi sono solo riferimenti secondari nelle opere di Cicerone e Quintiliano.
L'attività del giurista in genere consisteva in tre compiti: rispondere, cavere, agere. Sulpicio come dice Cicerone nella pro Murena ha dato ampio spazio ai Responsa, poi sistemati e raccolti dai suoi discepoli i Servi auditores, in otto libri di risposte. 
Fu un giurista di grande fama in epoca repubblicana al quale Cicerone diede numerosi riconoscimenti, considerandolo il primo che elevò la giurisprudenza alla categoria della scienza, (questo perché unì al diritto, la filosofia greca e la dialettica oltre che la retorica portando il tutto a un'estrema armonia) essendo chiamato diffusamente in epoca classica Gaio tra altri, sebbene al suo tempo la grande figura di Diritto è stata Quinto Muzio Scevola (figlio di Publio), al quale si opponeva la scuola di Diritto di Sulpicio Rufo.

### La scuola
Sulpicio fondò la Scuola Serviana, che superò quella di Scevola. Nei responsi di Servio Sulpicio Rufo e dei giuristi della scuola serviana emerge un'innovazione che consiste nel superamento della valutazione della condotta del debitore in termini di colpa e dolo, attraverso il ricorso a concetti come forza e vizio. L'idea di fondo che guida le soluzioni di Servio e dei suoi ‘auditores’ è rappresentata dall'impossibilità di estendere il prestare del debitore non dominus ai perimenti dovuti alla forza, mentre per contro viene delineata la possibilità di uno stare garante del contraente dominus anche per eventi dovuti alla forza..
Egli aveva molti discepoli tra i quali Aufidio Manusa e Pacuvio Labeone, padre di Labeone Ofilio di classe equestre e amico di Giulio Cesare, che commentò gli editti in un'opera più grande del suo maestro. Di tutti i suoi discepoli, si mise in evidenza Alfeno Varo, il cui lavoro può essere consolidato e sistematicamente ordinato in un numero enorme di risposte e decisioni scolastiche (forse in gran parte di Servio), delle quali si conservano grandi frammenti nel Digesto e nel Corpus Iuris Civilis di Giustiniano.

## Prosa e Poesia

### Libri
Si potrebbe parlare anche di un corposo numero di testi di sua attribuzione, ma a causa della scarsità di fonti c'è molta incertezza. Però si può considerare di sua mano un trattato sulla dote intitolato De Dotibus (Sulle doti, incentrato sulle usanze e sulle leggi che regolano i matrimoni nell'antica repubblica) e il testo De Sacris Detestandis, (Sull'annullamento dei riti sacri, segue su tali temi una lettera a Varrone).

### Lettere
Due ottimi esempi dello stile di Servio Sulpicio Rufo si conservano negli scritti di Cicerone. Il più famoso di questi è una lettera di condoglianze scritta da Rufo dopo la morte di Tullia metà marzo del 45 a.C., la figlia di Cicerone. Si tratta di un cordoglio che i posteri hanno ammirato, pieno di malinconia e di sottile riflessione sulla caducità di tutte le cose. È un testo molto suggestivo tanto da credere che abbia ispirato Sant'Ambrogio in una lettera a San Faustino, riprendendo la descrizione della tragica situazione vissuta dalle istituzioni a Roma. Anche Lord Byron citò questa lettera nel suo libro ‘Childe Harold's Pilgrimage'..
Altro testo preziosissimo è un'epistola risalente al 31 maggio del 45 a.C. nella quale si narra dell'assassinio del suo collega quando era console con Marcello.
Queste due lettere ci offrono una panoramica, seppur limitata, della sua tecnica scrittoria che risente della significativa formazione giovanile e dello stile giuridico ricco di arcaismi.

### Poesia
Quintiliano dà testimonianza del fatto che si dedicò anche a parafrasare la poesia latina in prosa. Si dice anche che lui fosse uno scrittore di poesie erotiche.
Le principali caratteristiche del suo stile letterario erano la lucidità, una profonda conoscenza dei principi del diritto civile e naturale, e di potenza senza precedenti di espressione negli sviluppi giuridici.